# Robin Mirisola
Robin Mirisola (Sint-Truiden, 8 december 2006) is een Belgisch voetballer die een contract heeft bij KRC Genk. Mirisola speelt op de positie van aanvaller.

## Carrière
Mirisola werd geboren in het Limburgse Sint-Truiden, het was ook hier bij het plaatselijke VK Zepperen dat hij zijn eerste voetbalstappen zette. Mirisola kon al snel de overstap maken naar de jeugd van profclub Sint-Truidense VV, hij verkoos echter de jeugdopleiding van die andere grote Limburgse club KRC Genk. Deze keuze werd mede gemaakt door de Genkse roots van zijn vader die zelf nog in de jeugd van Thor Waterschei gespeeld had. Mirisola kwam in 2012, op 6-jarige leeftijd, terecht in de jeugdopleiding van Genk. Hij doorliep hier alle jeugdreeksen en mocht aan de start van het seizoen 2022/23 aansluiten bij de U18 van Genk, dat toen ex-profvoetballer Sébastien Pocognoli als coach had. Mirisola kwam dat seizoen ook in actie in de UEFA Youth League.
Op 31 maart 2023 maakte Mirisola zijn professioneel debuut in het betaald voetbal voor Jong Genk, het tweede elftal van KRC Genk dat uitkomt in de Eerste klasse B. In de competitiewedstrijd tegen FCV Dender EH mocht hij na 80 minuten invallen voor leeftijdsgenoot Cédric Nuozzi. Jong Genk zou de wedstrijd uiteindelijk verliezen met 0-1. Op 1 oktober 2023 maakte Mirisola zijn eerste professioneel doelpunt in de competitiewedstrijd tegen FCV Dender EH, die winnend afgesloten werd met een 1-3 eindstand. Mirisola was in deze wedstrijd ook goed voor een assist op ploegmaat Konstantinos Karetsas.

## Clubstatistieken
| Seizoen         | Club            | Land            | Competitie      | Competitie | Competitie | Beker | Beker | Supercup | Supercup | Europees | Europees | Totaal | Totaal |
| Seizoen         | Club            | Land            | Competitie      | Wed.       | Dlp.       | Wed.  | Dlp.  | Wed.     | Dlp.     | Wed.     | Dlp.     | Wed.   | Dlp.   |
| --------------- | --------------- | --------------- | --------------- | ---------- | ---------- | ----- | ----- | -------- | -------- | -------- | -------- | ------ | ------ |
| 2022/23         | Jong Genk       | Vlag van België | Eerste klasse B | 1          | 0          | —     | —     | —        | —        | —        | —        | 1      | 0      |
| 2023/24         | Jong Genk       | Vlag van België | Eerste klasse B | 23         | 4          | —     | —     | —        | —        | —        | —        | 23     | 4      |
| 2024/25         | Jong Genk       | Vlag van België | Eerste klasse B | 22         | 7          | —     | —     | —        | —        | —        | —        | 22     | 7      |
| Carrière totaal | Carrière totaal | Carrière totaal | Carrière totaal | 46         | 11         | 0     | 0     | 0        | 0        | 0        | 0        | 46     | 11     |

Bijgewerkt op 25 mei 2025.
1 Van Crombrugge ·
3 Mujaid ·
6 Smets ·
7 Steuckers ·
8 Heynen  ·
9 Oh ·
11 Oyen ·
14 Sor ·
17 Hrošovský ·
18 Kayembe ·
19 Medina ·
20 Karetsas ·
21 Bangoura ·
22 Manguelle ·
23 Bibout ·
24 Sattlberger ·
26 Lawal ·
27 Nkuba ·
28 Brughmans ·
29 Mirisola ·
30 Ayumu ·
32 Adedeji-Sternberg ·
34 Palacios ·
38 Heymans ·
44 Kongolo ·
71 Stevens ·
77 El Ouahdi ·
99 Tolu ·
Coach: Fink